# برجسته‌سازی
هنگامی که شاعر یا سراینده ترانه با شکستن معیارهای زبان روزمره با کمک وزن، پنداشته‌ها، برگزیدن ترکیب‌ها و واژه‌های فراخور و گاه حتی جابجایی برخی ارکان جمله، زبان را از هنجار کلام روزمره دور کند، به این کار او برجسته‌سازی گفته می‌شود.
این اصطلاح اول بار از طرف شکل‌گرایان روس، که در تحلیل متون به شکل، فرم و ساختار آن توجه داشتند، مطرح شد.
نظریه برجسته‌سازی که ابتدا زبان‌شناسان روس آن را مطرح کردند و سپس زبان‌شناسان ساختگرا در نقد و تحلیل آثار ادبی آن را مورد توجه قرار دادند.
زبانشناسان شکل‌گرای روس و چک در به‌کارگیری زبان معتقد به دو نظام زبانی جدا از یکدیگر بودند: نظام خودکاری و نظام برجسته‌سازی. نظام خودکاری زبان در اصل به‌کارگیری عناصر زبان است به گونه‌ای که به قصد بیان موضوعی به‌کار رود، بدون آن که شیوه بیان جلب نظر کند و مورد توجه اصلی قرار گیرد، ولی برجسته‌سازی به‌کارگیری عناصر زبان است به گونه‌ای که شیوه بیان جلب نظر کند، غیرمتعارف باشد و در مقابل خودکاری زبان، غیرخودکاری باشد.
موکاروفسکی یکی از نظریه‌پردازان مکتب پراگ می‌گوید: «برجسته‌سازی در زبان شاعرانه تا آن اندازه به درجه اعلای خود می‌رسد که عمل ارتباط را در پس‌زمینه قرار می‌دهد.»
«لیچ» از شکل‌گرایان انگلیسی، فرایند برجسته‌سازی را به دو گونه بخش می‌کند:
۱- هنجارگریزی
۲- هنجارافزایی
هنجارگریزی یعنی شکستن هنجار منطقی و طبیعی زبان با نگرش هنرمندانه که به موجب آن عناصر زیباشناختی و ادبی سخن، مجال نمود پیدا می‌کنند.
لیچ هشت گونه هنجارگریزی را از یکدیگر باز شناخت که به قرار زیر است:

هنجارگریزی واژگانی، هنجارگریزی نحوی، هنجارگریزی آوایی، هنجارگریزی نوشتاری، هنجارگریزی معنایی، هنجارگریزی گویشی، هنجارگریزی سبکی، هنجارگریزی زمانی.
شفیعی کدکنی انواع برجسته‌سازی را در دو گروه موسیقایی و زبان‌شناسی تبیین می‌کند.

## نمونه‌ها در فارسی
در شعر اخوان ثالث برجسته‌سازی واژگانی نمونه‌های گوناگونی دارد از قبیل استفاده از: واژه‌های مرده، واژه‌های کم‌کاربرد، واژه‌هایی که در معنی کهن به‌کار رفته، واژه‌های اساطیری و واژه‌های مخفف، ازجمله پریشان‌بوم، شبنم‌آجین، بیغاره، پرهیب و غیره.
در این شعر فروغ فرخزاد:
«گوش کن! وزش ظلمت را می‌شنوی»
وزش ظلمت نمونه‌ای از برجسته‌سازی واژگانی است.
در این شعر شفیعی کدکنی:
«جایی که نان گرسنه شد و آب تشنه زیست …»
نمونه‌ای از هنجارگریزی معنایی به‌کار رفته‌است.
نمونه فراهنجار آوایی را در کاربرد شگرد واج‌آرایی در این شعر منوچهری می‌بینیم:
خیزید و خزآرید که هنگام خزان است
باد خنک از جانب خوارزم وزان است
نمونهٔ این شعر را از اشعار حمید مصدق نمونه‌ای از هنجارگریزی نوشتاری است:
او بود
از روی نرده
خم شده
روی
ر
و
د.
احمد شاملو از جمله شاعرانی است که در شعرش از این شیوه بسیار بهره گرفته‌است.